# 拉马格德莱娜 (瓦莱达奥斯塔大区)
拉马格德莱娜（法語：La Magdeleine，法語發音：[la madəlɛn]）是意大利瓦莱达奥斯塔大区的一个市镇。总面积8平方公里，人口115人，人口密度14.4人/平方公里（2009年）。ISTAT代码为007039。